# Meikon Kawakami
Meikon Kawakami (* 8. März 2002 in Japan) ist ein japanisch-brasilianischer Motorradrennfahrer, welcher mit brasilianischer Staatsbürgerschaft antritt. Er fährt 2021 in der Supersport-300-Weltmeisterschaft für AD78 Team Brasil by MS Racing. Sein Stallgefährte ist sein älterer Bruder Ton.
Er ist 178 cm groß und wiegt 59 kg.

## Statistik

### In der Supersport-300-Weltmeisterschaft
| Saison | Team                 | Motorrad      | Rennen | Siege | Zweiter | Dritter | Poles | Schn. Runden | Punkte | Ergebnis |
| ------ | -------------------- | ------------- | ------ | ----- | ------- | ------- | ----- | ------------ | ------ | -------- |
| 2020   | BCD Yamaha MS Racing | Yamaha YZF-R3 | 13     | –     | –       | –       | 1     | –            | 80     | 11.      |
| 2021   | BCD Yamaha MS Racing | Yamaha YZF-R3 | 16     | –     | 1       | –       | –     | 2            | 101    | 8.       |
| Gesamt | Gesamt               | Gesamt        | 29     | 0     | 1       | 0       | 1     | 2            | 181    |          |

### In der Motorrad-Weltmeisterschaft
| Saison | Klasse | Team                       | Motorrad | Rennen | Siege | Zweiter | Dritter | Poles | Schn. Runden | Punkte | Ergebnis |
| ------ | ------ | -------------------------- | -------- | ------ | ----- | ------- | ------- | ----- | ------------ | ------ | -------- |
| 2019   | Moto3  | Fundacion Andreas Perez 77 | KTM      | 2      | –     | –       | –       | –     | –            | 0      | 46.      |
| Gesamt | Gesamt | Gesamt                     | Gesamt   | 2      | 0     | 0       | 0       | 0     | 0            | 0      |          |